# Ashaar Bagdad
Ashaar Baghdad ('Poesía de Bagdad') es un monumento público en Bagdad, hecho por el escultor Mohammed Ghani Hikmat (1929-2011) e inaugurado en 2013. Se ve un globo dorado, con letras árabes que son comprimidas y distorsionadas para crear una forma esférica. Es un ejemplo descomún de escultura inspirada en hurufiyya.

## Historia
En 2010, el alcalde de Bagdad contrató a Mohammed Ghani Hikmat a crear un serie de cuatro monumentos como partes de un programa de la cultura de Bagdad. El artista empezó a trabajar las esculturas. Sin embargo, falleció antes de acabarlas. Su hijo supervisó la terminación del proyecto. Todas de las cuatro esculturas mezclan la tradición iraquí con técnicas y materiales modernos.
La primera escultura en acabarse fue Al Fanous El Sehri ('Linterna mágica'), que se inauguró en 2011. Las tres restantes, Ashaar Baghdad, Timthal Baghdad, y Enkath El Iraq se inauguraron en 2013.
Mohammed Ghani Hikmat era conocido por sus obras públicas y esculturas de madera. Sus obras más conocidas son un par de esculturas de la reina Scheherazade y el rey Shahryar, localizadas en las riberas del río Tigris. El Fuente de Kahramana está ubicado en el distrito de negocios. Hikmat quería que sus esculturas estuvieran disponibles para todos. Por eso, están puestas en las calles y en las paredes de los edificios.

## Características
Ashaar Baghdad es una fuente de 5 metros de altura ubicada en la Plaza de Al Dallal, barrio de Al Karakh, Baghdad, cerca del Café Beiruti. Se inauguró en 2013.
La estructura tiene forma esférica y presenta una escritura árabe que ha sido estrujada y distorsionada para formar el orbe dorado. La esfera flota en medio de una fuente de agua cerca del Café Beiruti, en Karkh, el extremo norte de Bagdad. La escritura está tomada de un poema que glorifica la ciudad, Bagdad, la más poderosa de ti, escrito por el poeta iraquí de posguerra Mustafa Jamal al Din (nacido en 1927), que Ghani había encontrado escrito en la lápida del poeta. La escritura reza así:

Bagdad no importa lo que te pase, florecerás de nuevo.

El monumento es un importante ejemplo de escultura inspirada en la hurufiyya. Aunque la hurufiyya se asocia más a menudo con la pintura y el arte del libro, también incluía a ceramistas y escultores.
A diferencia de muchos otros monumentos públicos de Bagdad, Ashaar Bagdad sobrevivió a los saqueos y actos vandálicos que se produjeron tras la invasión liderada por Estados Unidos en 2003.